# Skadi Loppet
Der Skadi Loppet ist ein  Skimarathon-Rennen in Bodenmais im Bayerischen Wald, das zur Euroloppet-Serie zählt und über Strecken von 42 km und 24 km in klassischer Technik ausgetragen wird. Das Rennen wird jährlich im März durchgeführt. Damit ist der Skadi Loppet das Saisonfinale für viele Skilangläufer in Mitteleuropa. Die recht schneesichere Lage des Bodenmaiser Skilanglaufgebiets auf 1100 bis 1400 Metern macht diese späte Terminierung möglich. 2006 verzeichnete man beim Skadi Loppet eine Rekordschneehöhe von 300 cm im Bodenmaiser Skistadion am Bretterschachten. Der Skadi Loppet wurde erstmals am 18. Februar 1990 ausgetragen. 180 Sportler aus elf Nationen nahmen auf dem 33 km langen Rundkurs, der zweimal zu absolvieren war, teil.
Bisher wurde das Rennen viermal abgesagt:
- 2014 und 2023 wegen Schneemangels und
- 2020 und 2021 aufgrund der Veranstaltungsverbote im Zusammenhang mit der COVID-19-Pandemie in Bayern